# IC 22
IC 22 ist eine linsenförmige Galaxie vom Hubble-Typ S0-a im Sternbild Walfisch südlich der Ekliptik. Sie ist schätzungsweise 273 Millionen Lichtjahre von der Milchstraße entfernt und hat einen Durchmesser von etwa 55.000 Lj. 
Das Objekt wurde am 14. September 1892 vom französischen Astronomen Stéphane Javelle entdeckt.